# Kanton Fougères-1
 Fougères-1 is een kanton van het Franse departement Ille-et-Vilaine. Het kanton maakt deel uit van de arrondissementen arrondissement Fougères-Vitré en Rennes. In 2020 telde het 32.229 inwoners.
Het kanton werd gevormd ingevolge het decreet van 21 februari 2014 met uitwerking op 22 maart 2015, met Fougères als hoofdplaats.

## Gemeenten
Het kanton omvatte, naast een deel van Fougères, 19 gemeenten bij zijn oprichting.
Op 1 januari 2019 werden de gemeenten Saint-Georges-de-Chesné, Saint-Jean-sur-Couesnon, Saint-Marc-sur-Couesnon en Vendel samengevoegd tot de fusiegemeente (commune nouvelle) Rives-du-Couesnon.
Op 1 januari 2019 werden de gemeenten Luitré (uit het kanton Fougères-2) en Dompierre-du-Chemin samengevoegd tot de fusiegemeente (commune nouvelle) Luitré-Dompierre. Deze gemeente werd bij decreet van 5 maart 2020 overgeheveld naar het kanton Fougères-2.
Sindsdien omvat het kanton Fougères-1 de volgende gemeenten:
- Billé
- La Chapelle-Saint-Aubert
- Combourtillé
- Fougères (westelijk deel, hoofdplaats)
- Gosné
- Javené
- Lécousse
- Livré-sur-Changeon
- Mézières-sur-Couesnon
- Parcé
- Rives-du-Couesnon.
- Romagné
- Saint-Aubin-du-Cormier
- Saint-Christophe-de-Valains
- Saint-Ouen-des-Alleux
- Saint-Sauveur-des-Landes